# Gábor Harangozó
Gábor Harangozó (n. 27 septembrie 1975, Budapesta, Republica Populară Ungară) este un om politic maghiar, membru al Parlamentului European în perioada 2004-2009 din partea Ungariei.